# Herb Brown
Pour le compositeur de Singing in the Rain, voir Nacio Herb Brown.
Herbert Michael « Herb » Brown, né le 14 mars 1936, à Brooklyn, à New York, est un entraîneur américain de basket-ball. Il est le frère de l'entraîneur Larry Brown.